# Toyota RegiusAce

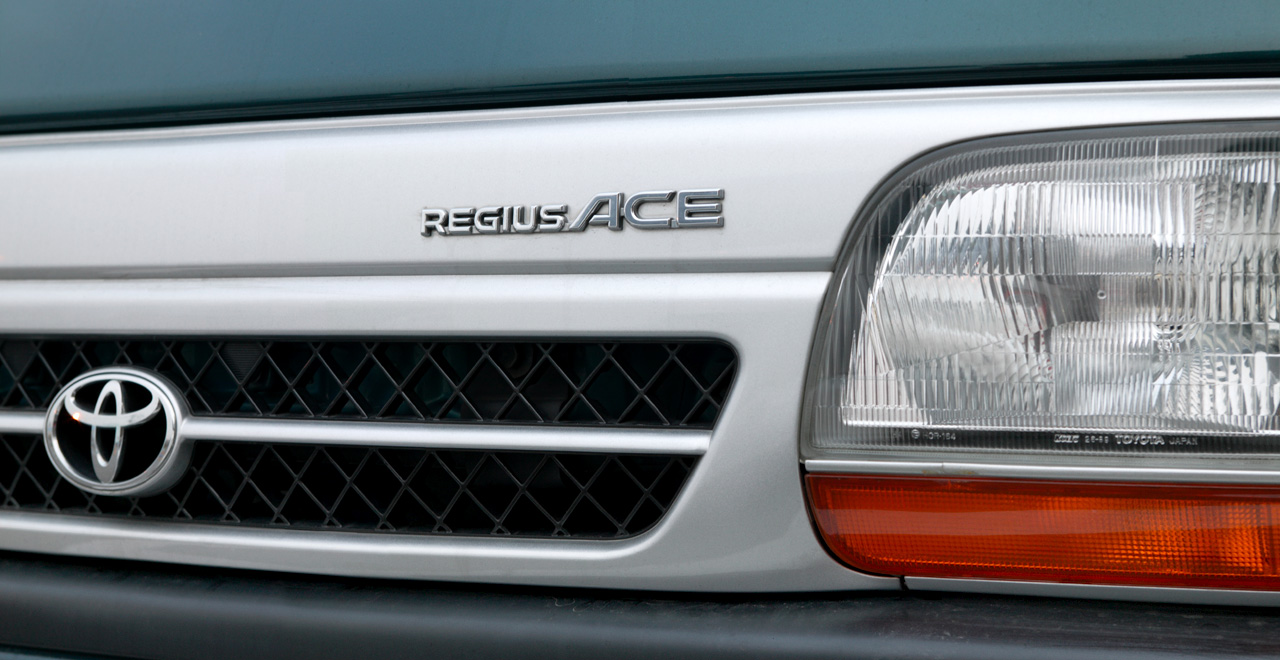
Kühlergrill des Toyota RegiusAce.

Der Toyota RegiusAce ist ein Van, der mit von Toyota hauptsächlich für den japanischen Markt hergestellt wird und mit dem Hiace verwandt ist.
Der erste RegiusAce wurde im August 1999  mit den Versionen Regius Hiace und Regius Touring Hiace bei  Toyopet- und Vista-Händlern angeboten. Der RegiusAce hat ein Frontlenkerchassis, bei dem der 2,0 l-R4-Motor mit 136 bhp (100 kW) unter dem Führerhaus sitzt.
Als die Toyota-Vista-Händler durch die Toyota-Netz-Händler ersetzt wurden, wurde der RegiusAce ausschließlich bei den Netz-Händlern angeboten. Die erste Generation H100 wurde von 1999 bis 2004 gefertigt.
Die zweite Generation H200 hatte ein komplett neues Design und wird seit 2005 angeboten. Sie ist entweder mit einem manuellen Fünfganggetriebe oder einer vierstufigen Automatik ausgestattet. In jedem Falle sitzt der Schalthebel am Armaturenbrett, sodass sich zwischen den Vordersitzen die Möglichkeit des Durchstieges nach hinten ergibt. Eine weitere stilistische Überarbeitung fand im November 2005 statt.